# Okenia echinata
Okenia echinata Baba, 1949 è un mollusco nudibranchio della famiglia Goniodorididae.
L'epiteto specifico deriva dal latino echinatus, cioè irto di spine.